# Liste des ministres belges de l'Environnement
Cet article contient une liste des ministres de l'environnement en Belgique.
Depuis le 3 février 2025, le ministre de la Mobilité, du Climat et de la Transition environnementale est Jean-Luc Crucke, au sein du gouvernement de Bart De Wever.

## Liste
| Titulaire | Titulaire                                                                             | Titulaire                       | Parti       | Mandat                                                           | Gouvernement                                                                                            | Portefeuille ministériel |
| --------- | ------------------------------------------------------------------------------------- | ------------------------------- | ----------- | ---------------------------------------------------------------- | --- | --- |
| 1         |                                                                                       | Jos De Saeger (1911-1998)       | CVP         | 26 janvier 1973 – 25 avril 1974 (1 an et 30 jours)               | Leburton I                                                                                              | Ministre de la Santé publique, de l'Environnement et de la Famille                                                            |
| 1         | Leburton II                                                                           | Jos De Saeger (1911-1998)       | CVP         | 26 janvier 1973 – 25 avril 1974 (1 an et 30 jours)               | | Ministre de la Santé publique, de l'Environnement et de la Famille                                                            |
| 2         |                                                                                       | Karel Poma (1920-2014)          | PVV         | 25 avril 1974 – 3 juin 1977 (4 ans, 2 mois et 8 jours)           | Tindemans I                                                                                             | Secrétaire d'État à l'Environnement                                                                                           |
| 2         | Tindemans II                                                                          | Karel Poma (1920-2014)          | PVV         | 25 avril 1974 – 3 juin 1977 (4 ans, 2 mois et 8 jours)           | | Secrétaire d'État à l'Environnement                                                                                           |
| 2         | Tindemans III                                                                         | Karel Poma (1920-2014)          | PVV         | 25 avril 1974 – 3 juin 1977 (4 ans, 2 mois et 8 jours)           | Secrétaire d'État à l'Environnement, adjoint aux Forêts, à la Chasse et à la Pêche (affaires flamandes) | |
| 3         |                                                                                       | Luc Dhoore (1928-2021)          | CVP         | 3 juin 1977 – 18 mai 1980 (2 ans, 11 mois et 15 jours)           | Tindemans IV                                                                                            | Ministre de la Santé publique et de l'Environnement                                                                           |
| 3         | Vanden Boeynants II                                                                   | Luc Dhoore (1928-2021)          | CVP         | 3 juin 1977 – 18 mai 1980 (2 ans, 11 mois et 15 jours)           | | Ministre de la Santé publique et de l'Environnement                                                                           |
| 3         | Martens I                                                                             | Luc Dhoore (1928-2021)          | CVP         | 3 juin 1977 – 18 mai 1980 (2 ans, 11 mois et 15 jours)           | | Ministre de la Santé publique et de l'Environnement                                                                           |
| 3         | Martens II                                                                            | Luc Dhoore (1928-2021)          | CVP         | 3 juin 1977 – 18 mai 1980 (2 ans, 11 mois et 15 jours)           | | Ministre de la Santé publique et de l'Environnement                                                                           |
| 4         |                                                                                       | Alfred Califice (1916-1999)     | PSC         | 18 mai 1980 – 22 octobre 1980 (5 mois et 4 jours)                | Martens III                                                                                             | Ministre de la Santé publique et de l'Environnement                                                                           |
| 5         |                                                                                       | Philippe Maystadt (1948-2017)   | PSC         | 22 octobre 1980 – 17 décembre 1981 (1 an, 1 mois et 25 jours)    | Martens IV                                                                                              | Ministre de la Fonction publique et de la Politique scientiﬁque, chargé de la Coordination de la politique de l'Environnement |
| 5         | Mark Eyskens                                                                          | Philippe Maystadt (1948-2017)   | PSC         | 22 octobre 1980 – 17 décembre 1981 (1 an, 1 mois et 25 jours)    | | Ministre de la Fonction publique et de la Politique scientiﬁque, chargé de la Coordination de la politique de l'Environnement |
| 6         |                                                                                       | Firmin Aerts (1929-)            | CVP         | 17 décembre 1981 – 28 novembre 1985 (3 ans, 11 mois et 11 jours) | Martens V                                                                                               | Secrétaire d'État à la Santé publique et à l'Environnement                                                                    |
| 7         |                                                                                       | Miet Smet (1943-)               | CVP         | 28 novembre 1985 – 7 mars 1992 (6 ans, 3 mois et 8 jours)        | Martens VI                                                                                              | Secrétaire d'État à l'Environnement et à l'Émancipation sociale                                                               |
| 7         | Martens VII                                                                           | Miet Smet (1943-)               | CVP         | 28 novembre 1985 – 7 mars 1992 (6 ans, 3 mois et 8 jours)        | | Secrétaire d'État à l'Environnement et à l'Émancipation sociale                                                               |
| 7         | Martens VIII                                                                          | Miet Smet (1943-)               | CVP         | 28 novembre 1985 – 7 mars 1992 (6 ans, 3 mois et 8 jours)        | | Secrétaire d'État à l'Environnement et à l'Émancipation sociale                                                               |
| 7         | Martens IX                                                                            | Miet Smet (1943-)               | CVP         | 28 novembre 1985 – 7 mars 1992 (6 ans, 3 mois et 8 jours)        | | Secrétaire d'État à l'Environnement et à l'Émancipation sociale                                                               |
| 8         |                                                                                       | Laurette Onkelinx (1958-)       | PS          | 7 mars 1992 – 4 mai 1993 (1 an, 1 mois et 27 jours)              | Dehaene I                                                                                               | Ministre de la Santé publique, de l'Environnement et de l'Intégration sociale                                                 |
| 9         |                                                                                       | Magda De Galan (1946-2024)      | PS          | 4 mai 1993 – 23 janvier 1994 (8 mois et 19 jours)                | Dehaene I                                                                                               | Ministre de la Santé publique, de l'Environnement et de l'Intégration sociale                                                 |
| 10        |                                                                                       | Jacques Santkin (1948-2001)     | PS          | 23 janvier 1994 – 23 juin 1995 (1 an et 5 mois)                  | Dehaene I                                                                                               | Ministre de la Santé publique, de l'Environnement et de l'Intégration sociale                                                 |
| 11        |                                                                                       | Jan Peeters (1963-)             | SP          | 23 juin 1995 – 12 juillet 1999 (4 ans et 19 jours)               | Dehaene II                                                                                              | Secrétaire d'État à la Sécurité et à l'Environnement                                                                          |
| 11        | Ministre des Pensions, de la Sécurité, de l'Intégration sociale et de l'Environnement | Jan Peeters (1963-)             | SP          | 23 juin 1995 – 12 juillet 1999 (4 ans et 19 jours)               | Dehaene II                                                                                              | |
| 12        |                                                                                       | Magda Aelvoet (1944-)           | Agalev      | 12 juillet 1999 – 28 août 2002 (3 ans, 1 mois et 16 jours)       | Verhofstadt I                                                                                           | Vice-première ministre, ministre de la Protection de la consommation, de la Santé publique et de l'Environnement              |
| 13        |                                                                                       | Jef Tavernier (1951-)           | Agalev      | 28 août 2002 – 11 juillet 2003 (10 mois et 13 jours)             | Verhofstadt I                                                                                           | Vice-première ministre, ministre de la Protection de la consommation, de la Santé publique et de l'Environnement              |
| 14        |                                                                                       | Freya Van den Bossche (1975-)   | sp.a        | 11 juillet 2003 – 18 juillet 2004 (1 an et 7 jours)              | Verhofstadt II                                                                                          | Ministre de l'Environnement, de la Protection des consommateurs et du Développement durable                                   |
| 15        |                                                                                       | Bruno Tobback (1969-)           | sp.a        | 18 juillet 2004 – 21 décembre 2007 (3 ans, 5 mois et 3 jours)    | Verhofstadt II                                                                                          | Ministre de l'Environnement et des Pensions                                                                                   |
| 16        |                                                                                       | Paul Magnette (1971-)           | PS          | 21 décembre 2007 – 5 décembre 2011 (3 ans, 11 mois et 14 jours)  | Verhofstadt III                                                                                         | Ministre du Climat et de l'Énergie                                                                                            |
| 16        | Leterme I                                                                             | Paul Magnette (1971-)           | PS          | 21 décembre 2007 – 5 décembre 2011 (3 ans, 11 mois et 14 jours)  | | Ministre du Climat et de l'Énergie                                                                                            |
| 16        | Van Rompuy                                                                            | Paul Magnette (1971-)           | PS          | 21 décembre 2007 – 5 décembre 2011 (3 ans, 11 mois et 14 jours)  | | Ministre du Climat et de l'Énergie                                                                                            |
| 16        | Leterme II                                                                            | Paul Magnette (1971-)           | PS          | 21 décembre 2007 – 5 décembre 2011 (3 ans, 11 mois et 14 jours)  | | Ministre du Climat et de l'Énergie                                                                                            |
| 17        |                                                                                       | Melchior Wathelet (1977-)       | cdH         | 6 décembre 2011 – 22 juillet 2014 (2 ans, 7 mois et 16 jours)    | Di Rupo                                                                                                 | Secrétaire d'État à l'Environnement, à l'Énergie et à la Mobilité ; et aux Réformes institutionnelles                         |
| 18        |                                                                                       | Catherine Fonck (1968-)         | cdH         | 22 juillet 2014 – 11 octobre 2014 (2 mois et 19 jours)           | Di Rupo                                                                                                 | Secrétaire d'État à l'Environnement, à l'Énergie et à la Mobilité ; et aux Réformes institutionnelles                         |
| 19        |                                                                                       | Marie-Christine Marghem (1963-) | MR          | 11 octobre 2014 – 1er octobre 2020 (5 ans, 11 mois et 20 jours)  | Michel I                                                                                                | Ministre de l'Énergie, de l'Environnement et du Développement durable                                                         |
| 19        | Michel II                                                                             | Marie-Christine Marghem (1963-) | MR          | 11 octobre 2014 – 1er octobre 2020 (5 ans, 11 mois et 20 jours)  | | Ministre de l'Énergie, de l'Environnement et du Développement durable                                                         |
| 19        | Wilmès I                                                                              | Marie-Christine Marghem (1963-) | MR          | 11 octobre 2014 – 1er octobre 2020 (5 ans, 11 mois et 20 jours)  | | Ministre de l'Énergie, de l'Environnement et du Développement durable                                                         |
| 19        | Wilmès II                                                                             | Marie-Christine Marghem (1963-) | MR          | 11 octobre 2014 – 1er octobre 2020 (5 ans, 11 mois et 20 jours)  | | Ministre de l'Énergie, de l'Environnement et du Développement durable                                                         |
| 20        |                                                                                       | Zakia Khattabi (1976-)          | Ecolo       | 1er octobre 2020 - 3 février 2025 (4 ans, 4 mois et 2 jours)     | De Croo                                                                                                 | Ministre de l'Environnement, du Climat, du Green Deal et du Développement durable                                             |
| 21        |                                                                                       | Jean-Luc Crucke (1962-)         | Les Engagés | Depuis le 3 février 2025 (1 mois et 12 jours)                    | De Wever                                                                                                | Ministre de la Mobilité, du Climat et de la Transition environnementale                                                       |